# U-154 (1941)
U-154 — большая океанская немецкая подводная лодка типа IX-C, времён Второй мировой войны. 
Заказ на постройку лодки был отдан судостроительной компании АГ Везер в Бремене 25 сентября 1939 года. Лодка была заложена 21 сентября 1940 года под строительным номером 996, спущена на воду 21 апреля 1941 года, 2 августа 1941 года под командованием корветтен-капитана Вальтера Кёлле вошла в состав учебной 4-й флотилии. 1 февраля 1942 года вошла в состав 2-й флотилии. Лодка совершила 8 боевых походов, в которых потопила 10 судов (49 288 брт), а также повредила два судна (15 771 брт), а также серьёзно повредила одно судно (8 166 брт), которое не восстанавливалось. 3 июля 1944 года лодка была потоплена к западу от Мадейры, Португалия, глубинными бомбами эсминцев ВМС США USS Inch и USS Frost. Все 57 членов экипажа погибли.